# Michael Gahr
Michael Gahr (* 27. Dezember 1939 in Berlin; † 25. November 2010) war ein deutscher Schauspieler und Synchronsprecher.

## Leben
Im Jahr 1958 machte Michael Gahr seinen Abschluss an der Rheingau-Oberschule in Berlin. Nach dem Abitur besuchte er die Berliner Fritz-Kirchhoff-Schauspielschule. Er begann seine Theaterlaufbahn bei Berliner Studentenbühnen, trat dann bei Tourneen in Ingolstadt, Castrop-Rauxel, Augsburg, Hamburg und München auf.
Beim Fernsehen spielte er unter anderem in mehreren Folgen von Tatort, Der Alte und Derrick mit.
Als Synchronsprecher hat Gahr z. B. Frank McRae als Sharky in Lizenz zum Töten, Christopher Lloyd als Onkel Fester in The Addams Family, John McCook als Eric Forrester in Reich und schön sowie Captain Klaa in Star Trek V synchronisiert.
Gahr wurde mit dem AZ-Stern der Münchner Abendzeitung für die Darstellung des Lennie in Von Mäusen und Menschen ausgezeichnet. Seit 1980 gastierte er mit eigenen Programmen an deutschen Kleinkunstbühnen.

## Filmografie (Auswahl)
- 1968: Der Mann, der keinen Mord beging (Fernseh-Mehrteiler)
- 1970: Der Kommissar: Dr. Meinhardts trauriges Ende[1]
- 1971: Paul Temple (Fernsehserie, 1 Folge)
- 1974: Die Akte Odessa (The Odessa File)
- 1975–1996: Derrick (Fernsehserie, 14 Folgen)
- 1976: Ketten (Fernsehfilm)
- 1976: Freiwillige Feuerwehr
- 1976: MitGift
- 1976: Rosemaries Tochter
- 1977–1990: Der Alte (Fernsehserie, 7 Folgen)
- 1977: Das Brot des Bäckers
- 1978–2005: Tatort (Fernsehreihe)
  - 1978: Schlußverkauf
  - 1979: Der King
  - 1979: Alles umsonst
  - 1985: Acht, neun – aus
  - 1991: Tod im Häcksler
  - 1997: Das Totenspiel
  - 1999: Der Tod fährt Achterbahn
  - 2000: Nach eigenen Gesetzen
  - 2000: Mord am Fluss
  - 2001: Unschuldig
  - 2005: Bienzle und der Feuerteufel
- 1979: Götz von Berlichingen mit der eisernen Hand
- 1981: Ein Kaktus ist kein Lutschbonbon
- 1981–1986: Polizeiinspektion 1 (Fernsehserie, 5 Folgen)
- 1981: Der Spot oder Fast eine Karriere (Fernsehfilm)
- 1982: Das As der Asse (L’as des as) – Regie: Gérard Oury
- 1982: Unheimliche Geschichten (Fernsehserie, Folge 5) – Nur ein Tropfen Blut
- 1983: Mit mir nicht, du Knallkopp
- 1984: Zwei Nasen tanken Super
- 1984: Ein irres Feeling
- 1984: Verbotene Hilfe (Fernsehfilm von Liline Targownik)
- 1985: Die Krimistunde (Fernsehserie, Folge 14, Episode: „Die Prise Muskat macht's“)
- 1985: Geschichten aus der Heimat (Fernsehserie) Episode: Der Müll ist weg – Es lebe der Müll!
- 1986: Vertrauen gegen Vertrauen
- 1986: Der Lockspitzel (ZDF)
- 1987: Die Krimistunde (Fernsehserie, Folge 26, Episode: „Der Kandidat“)
- 1988: Man spricht deutsh
- 1988: Vorsicht Falle (Fernsehserie, Folge 108)
- 1990: Das schreckliche Mädchen
- 1991: Verkehrsgericht, Folge 28
- 1992: Diese Drombuschs (Fernsehserie, Staffel 5, Folge 5)
- 1992, 1995: Forsthaus Falkenau (Fernsehserie, zwei Folgen)
- 1995: Nur über meine Leiche
- 1995, 2004: Ein Fall für zwei (Fernsehserie, zwei Folgen)
- 1997: Lindenstraße (Fernsehserie, drei Folgen)
- 1998: Der kleine Dachschaden
- 1998, 2007: Siska (Fernsehserie, zwei Folgen):
  - 1998: Folge 1: Der neue Mann
- 2003: Im Schatten der Macht (Fernseh-Zweiteiler)
- 2005: Mord in bester Familie (Fernsehfilm)
- 2005: Erkan & Stefan in Der Tod kommt krass
- 2006–2007: Sturm der Liebe
- 2010: Der Schlunz – Die Serie

## Synchronrollen (Auswahl)
Fred Thompson
- 2006–2008: als Bezirksstaatsanwalt Arthur Branch in Law & Order: Special Victims Unit
- 2006–2009: als Bezirksstaatsanwalt Arthur Branch in Law & Order
- 2007: als Bezirksstaatsanwalt Arthur Branch in Criminal Intent – Verbrechen im Visier

### Filme
- 1989: Jack McGee als Mickey McGee, der Zimmermann in Brennpunkt L.A.
- 1989: Frank McRae als Sharky in James Bond 007 – Lizenz zum Töten
- 1993: Glenn Shadix als Bürgermeister in Nightmare Before Christmas
- 1993: Daniel von Bargen als Moreno in RoboCop 3
- 2003: Brad Garrett als Puff (Bloat) in Findet Nemo

### Serien
- 1981–1982: als Nils' Vater / Steinmarder in Nils Holgersson
- 1993–1995: Ron Moody als Rollo in Als die Tiere den Wald verließen
- 2003–2010: George Morris als Opa in Caillou